# Сумбулов, Исаак Никитич
Исаак Никитич Сумбулов — русский воевода, активный участник событий Смутного времени 1604—1613 годов.
Полное имя Князь Исаак Княж Нитин сын Сумбулов. Происходил из рязанских пограничных дворян из Литвы. В разных источниках значится под именем Исай, Иван.
В 1594—1597 годах за ним состояло поместье в деревне Кунаково Ростиславского стана Рязанского уезда.
Присоединился к восстанию Болотникова, затем вместе с Ляпуновым перешел на сторону Шуйского.
Вместе с Ляпуновым принял участие в Семибоярщине и присягнул польскому королю Владиславу.
В январе 1611 года, воевал против Ляпунова и его Первого ополчения в районе Пронска и Зарайска, но потерпел поражение от отряда князя Пожарского.
В 1611 вместе с запорожскими казаками осадил Прокопия Ляпунова в Пронске, но тому на помощь пришел зарайский воевода князь Д. М. Пожарский вместе с коломенцами. Запорожцы сразу же отступили. Освобожденный Ляпунов направился в Рязань. Услышав об этом, Сунбулов вместе с черкесами осадил самого Пожарского в Зарайске. Пожарский сделал вылазку, захватил неприятельский острог и в коротком сражении разгромил Сунбулова с черкесами. После чего последние бежали на Украину, а Сунбулов — в Москву.
После окончания Смуты, принимал участие в русско-шведской войне, предводительствуя соединением русских ратников в 2000 человек
Весной 1613 отряд под его командованием, посланный на подмогу осаждённому Тихвину, был разбит шведами. Возможно этому способствовал местнический спор, который Исай Никитич, будучи всего лишь 3-м воеводой в войсках под Тихвиным, возбудил 24 апреля 1613 года против 2-го воеводы Л. А. Батракова Воронцова-Вельяминова.
С 13 января 1623 года по 1624 год княжеский наместник воевода в городе Тара.
В 1626 году за Сибирскую службу на Таре именным приказом за то что «в денежных и в хлебных доходех, и в ясачных людех, перед прежними годы, многую прибыль учинил» пожалован Государевым жалованьем у стола.
В 1626 году Сунбулов служил в Москве объезжим головой, и по челобитью, отпущен в деревню.
Московский дворянин (1627-1629).
В 1629 году воевода в Кашире.
В 1630 году умер и из его поместья в сц. Зименки, п. Погорелки 130 четвертей дано вдове его Ирине на прожиток, а оставшиеся 11 четверть с иными поместьями дано детям его Ивану и Максиму по 5 четвертей с осьминой.
После себя оставил 3 сыновей: 
- Осип - стольник патриарха Филарета (1627-1629), московский дворянин (1636-1640)[4].
- Максим (умер в 1694 году),
- Иван (убит в 1659 году под Конотопом).